# Gino Corrado

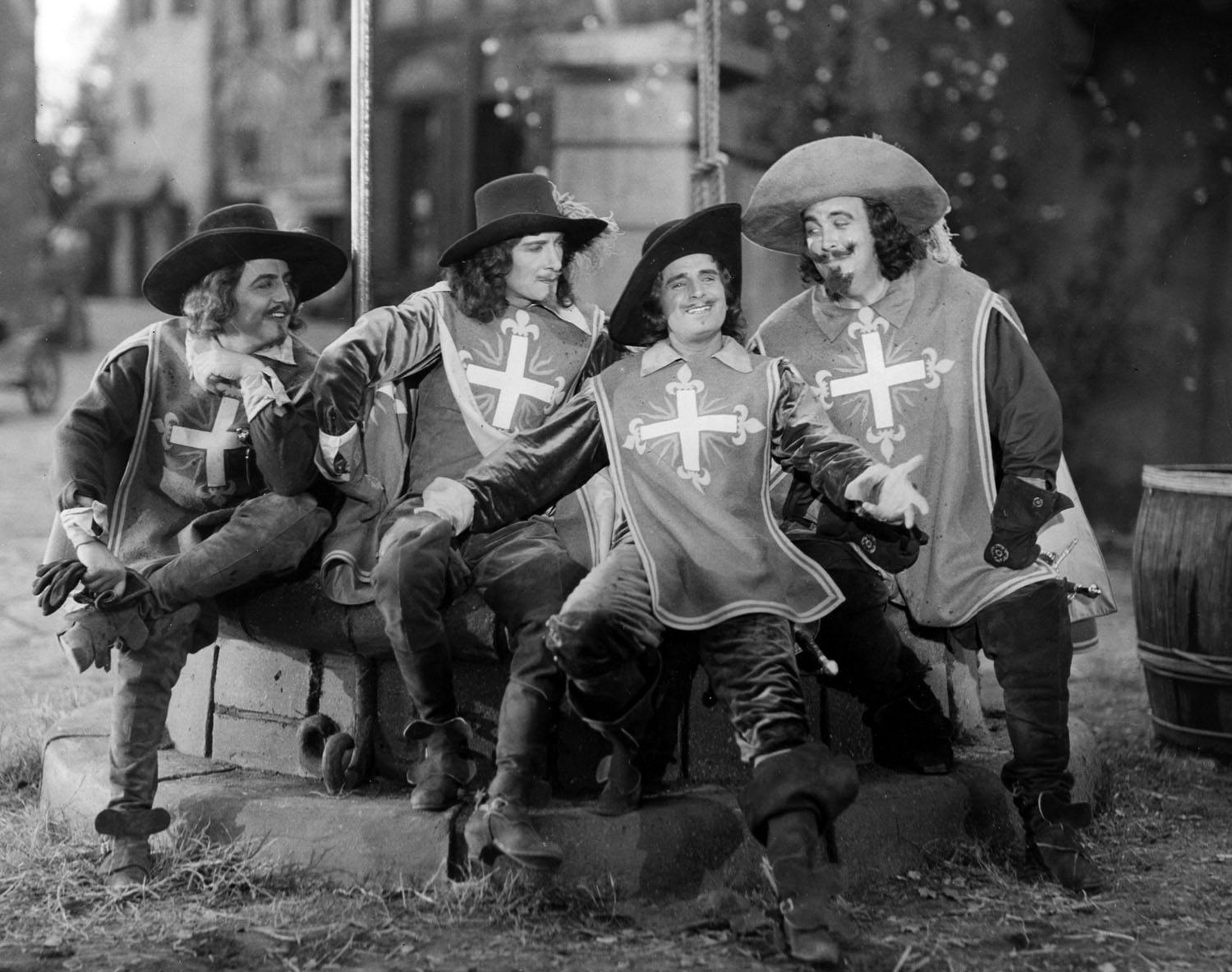
De g. à d. : Gino Corrado, Léon Bary, Douglas Fairbanks et Tiny Sandford, dans Le Masque de fer (1929)

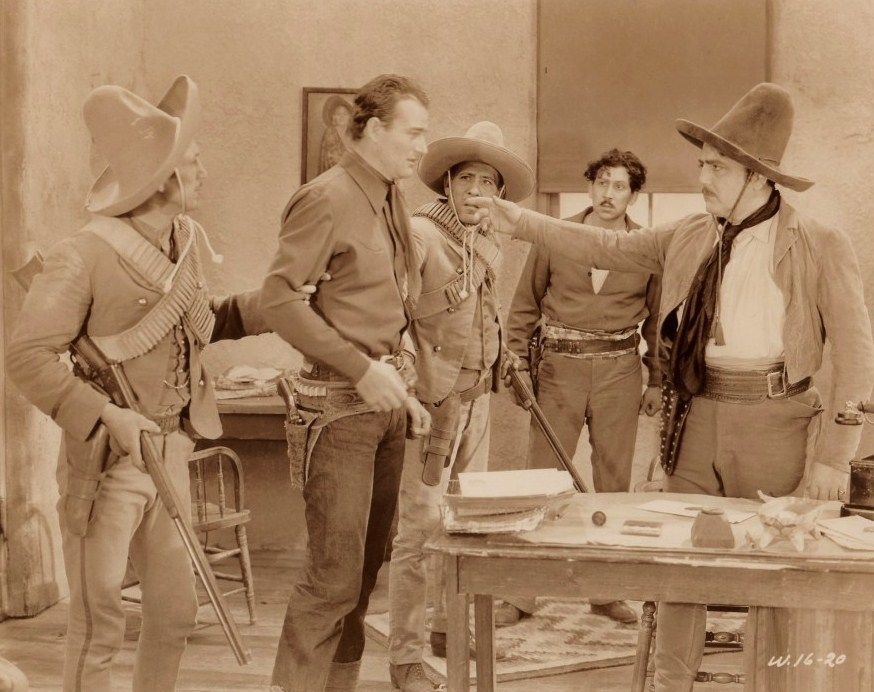
John Wayne (2e à g.) et Gino Corrado (à d.), dans L'Élixir du docteur Carter (1935)

Gino Corrado est un acteur italien, né Gino Corrado Liserani le 9 février 1893 à Florence (Toscane), mort le 23 décembre 1982 à Los Angeles — Quartier de Woodland Hills (Californie).

## Biographie
Gino Corrado s'installe aux États-Unis durant ses études. Il y débute au cinéma dans Intolérance de D. W. Griffith (avec Lillian Gish et Mae Marsh), sorti en 1916, et contribue à près de quatre-cents films américains, les trois derniers sortis en 1954.
Acteur de second rôle, principalement durant la période du muet, il est entre autres Marcel dans La Bohème de King Vidor (1926, avec Lillian Gish et John Gilbert) et Aramis dans Le Masque de fer d'Allan Dwan (1929, avec Douglas Fairbanks et Belle Bennett).
Mais le plus souvent, il tient des petits rôles non crédités (par exemple de serveur), notamment dans Casbah de John Cromwell (1938, avec Charles Boyer, Sigrid Gurie et Hedy Lamarr), Citizen Kane d'Orson Welles (1941, avec Orson Welles et Joseph Cotten), Casablanca de Michael Curtiz (1942, avec Humphrey Bogart et Ingrid Bergman), ou encore Les Cuistots de Sa Majesté de Sam Taylor (1944, avec Laurel et Hardy).
Et notons une vingtaine de westerns dans sa filmographie, dont L'Élixir du docteur Carter de Carl L. Pierson (1935, avec John Wayne et Marion Burns).

## Filmographie partielle
- 1916 : Intolérance (Intolerance : Love's Struggle Throughout the Ages) de D. W. Griffith : Un messager
- 1917 : The Gown of Destiny de Lynn Reynolds : Un employé à l'Ambassade de France
- 1918 : The Argument de Walter Edwards : John Corbin Jr.
- 1919 : Wild and Western d'Al Christie (court métrage) : rôle non spécifié
- 1920 : The Great Lover de Frank Lloyd : Le secrétaire
- 1920 : Her Bridal Nightmare d'Al Christie (court métrage) : rôle non spécifié
- 1921 : Nothing Like It d'Al Christie (court métrage) : rôle non spécifié
- 1922 : La Dictatrice (My American Wife) de Sam Wood : Pedro DeGrossa
- 1923 : Les Dix Commandements (The Ten Commandments) de Cecil B. DeMille : Un esclave israélite
- 1923 : Flaming Youth de John Francis Dillon : Leo Stenak
- 1923 : La Rançon d'un trône (Adam's Rib) de Cecil B. DeMille : Lieutenant Braschek
- 1923 : The Thrill Chaser d'Edward Sedgwick : Rudolph Biggeddo
- 1924 : The Rose of Paris d'Irving Cummings : Paul Maran
- 1924 : Reckless Speed (en) de William James Craft : David Brierly
- 1925 : The Desert Flower d'Irving Cummings : José Lee
- 1926 : La Bohème (titre original) de King Vidor : Marcel
- 1926 : Les Bateliers de la Volga (The Volga Boatman) de Cecil B. DeMille : Un officier de l'armée blanche
- 1926 : Bardelys le magnifique (Bardelys the Magnificent) de King Vidor : Le mari au duel
- 1926 : Un gentleman amateur (The Amateur Gentleman) de Sidney Olcott : Le prince régent
- 1926 : Sous le regard d'Allah (The White Black Sheep) de Sidney Olcott : El Rahib
- 1927 : Uneasy Payments de David Kirkland : Bozoni
- 1927 : Prince sans amour (Paid to Love) d'Howard Hawks : Le directeur de tournée
- 1927 : L'Aurore (Sunrise) de Friedrich Wilhelm Murnau : Le directeur du salon de coiffure
- 1928 : The Devil's Skipper (it) de John G. Adolfi : Philip La Farge
- 1928 : The Charge of the Gauchos (Una Nueva y gloriosa nación) d'Albert H. Kelley
- 1928 : L'Insoumise (Fazil) d'Howard Hawks : Le messager du sultan
- 1929 : Navy Blues de Clarence Brown
- 1929 : Le Masque de fer (The Iron Mask) d'Allan Dwan : Aramis
- 1929 : The One Woman Idea de Berthold Viertel : Bordinnas
- 1929 : La Naissance d'un empire (Tide of Empire) d'Allan Dwan : Carlos Montalvo
- 1930 : Lord Byron of Broadway d'Harry Beaumont et William Nigh : Riccardi
- 1930 : L'Amant de minuit (Oh, For a Man!) d'Hamilton MacFadden : Signor Ferrari
- 1930 : Those Who Dance de William Beaudine : Tony
- 1930 : A Notorious Affair de Lloyd Bacon : Serge, le pianiste
- 1931 : The Last Parade d'Erle C. Kenton : Joe
- 1932 : Scarface d'Howard Hawks : Un serveur
- 1932 : La Belle Nuit (This Is the Night) de Frank Tuttle
- 1932 : L'Adieu aux armes (A Farewell to Arms) de Frank Borzage : Un soldat italien
- 1933 : Carioca (Flying Down to Rio) de Thornton Freeland : Un messager
- 1933 : Obey the Law de Benjamin Stoloff : Giovanni
- 1933 : Un danger public de Lloyd Bacon : barbier (non crédité)
- 1934 : C'était son homme (He Was her Man) de Lloyd Bacon : Pico
- 1934 : La Veuve joyeuse (The Merry Widow) d'Ernst Lubitsch : Un serveur
- 1934 : Flirting with Danger de Vin Moore
- 1935 : Le Danseur du dessus (Top Hat) de Mark Sandrich : Le directeur de l'hôtel à Venise
- 1935 : Charlie Chan in Paris de Lewis Seiler : Pierre
- 1935 : The Lost City (serial)
- 1935 : Anna Karénine (Anna Karenina) de Clarence Brown : Un serveur
- 1935 : L'Élixir du docteur Carter (Paradise Canyon) de Carl L. Pierson : Le capitaine des paysans mexicains
- 1935 : Le Secret magnifique (Magnificent Obsession) de John M. Stahl : Antoine
- 1935 : Le Gondolier de Broadway (Broadway Gondolier) de Lloyd Bacon :  l'employé du magasin italien (non crédité)
- 1936 : L'Extravagant Mr. Deeds (Mr. Deeds Goes to Town) de Frank Capra : Un violoniste ambulant
- 1936 : Sur la piste d'Oregon (The Oregon Trail) de Scott Pembroke : Forrenza
- 1936 : Furie (Fury) de Fritz Lang : Un journaliste au tribunal
- 1936 : Rebellion de Lynn Shores (en) : Pablo
- 1937 : Trompette Blues (Swing High, Swing Low) de Mitchell Leisen : L'ami italien de Tony
- 1937 : Espionnage de Kurt Neumann
- 1937 : Ange (Angel) d'Ernst Lubitsch : Le directeur-adjoint de l'hôtel
- 1938 : La Rose du Rio (Rose of the Rio Grande) de William Nigh : Castro
- 1938 : Dr. Rhythm de Frank Tuttle : Cazzatta
- 1938 : Casbah (Algiers) de John Cromwell : Un inspecteur de police
- 1939 : La Baronne de minuit (Midnight) de Mitchell Leisen : Un chauffeur de taxi
- 1939 : Pest from the West de Del Lord (court métrage) : Martino
- 1939 : Monsieur Smith au Sénat (Mr. Smith Goes to Washington) de Frank Capra : Un coiffeur
- 1940 : Rebecca d'Alfred Hitchcock : Le directeur de l'hôtel
- 1940 : L'Étrange Aventure (Brother Orchid) de Lloyd Bacon : Un artiste
- 1940 : Chantez, dansez, mes belles ! (Dance, Girl, Dance) de Dorothy Arzner : Gino
- 1940 : Le Dictateur (The Great Dictator) de Charlie Chaplin : Un sculpteur
- 1941 : Soirs de Miami (Moon Over Miami) de Walter Lang : Le chef des Boulton
- 1941 : Citizen Kane d'Orson Welles : Gino
- 1942 : Mon secrétaire travaille la nuit (Take a Letter, Darling) de Mitchell Leisen : Le patron du night-club
- 1942 : Casablanca de Michael Curtiz : Un serveur
- 1942 : Ma sœur est capricieuse (My Sister Eileen) d'Alexander Hall : Le chef du restaurant italien
- 1942 : Wings for the Eagle de Lloyd Bacon : le serveur (non crédité)
- 1943 : My Kingdom for a Cook (en) de Richard Wallace : Duck Carver
- 1943 : Fleur d'hiver (Wintertime) de John Brahm : Willie
- 1944 : L'amour est une mélodie (Shine on Harvest Moon) de David Butler : Le chef de Romero
- 1944 : Action in Arabia de Léonide Moguy
- 1944 : In Our Time de Vincent Sherman
- 1944 : Les Cuistots de Sa Majesté (Nothing But Trouble) de Sam Taylor : M. Kitteridge
- 1944 : Wilson d'Henry King : Un serveur
- 1945 : Yolanda et le Voleur (Yolanda and the Thief) de Vincente Minnelli : Un serveur
- 1945 : Une cloche pour Adano (A Bell for Adano) d'Henry King : Zapulla
- 1945 : Pris au piège (Cornered) d'Edward Dmytryk : un serveur (non crédité)
- 1946 : Du burlesque à l'opéra (Two Sisters from Boston) d'Henry Koster : Ossifish
- 1946 : L'Emprise du crime (The Strange Love of Martha Ivers) de Lewis Milestone : Un serveur
- 1946 : Les Tueurs (The Killers) de Robert Siodmak : Le chef du restaurant
- 1946 : Jalousie (Deception) d'Irving Rapper : Un serveur
- 1947 : Calendar Girl d'Allan Dwan : Tony
- 1947 : L'Amant sans visage (Nora Prentiss) de Vincent Sherman : Pete
- 1947 : J'accuse cette femme (Mr. District Attorney) de Robert B. Sinclair
- 1947 : La Femme déshonorée (Dishonored Lady) de Robert Stevenson : Carl
- 1948 : L'Homme aux abois (I Walk Alone) de Byron Haskin : George
- 1948 : Ma vie est une chanson (Words and Music) de Norman Taurog : Le serveur italien
- 1948 : Tous les maris mentent (An Innocent Affair) de Lloyd Bacon : le serveur du salon vénitien (non crédité)
- 1949 : Un homme change son destin (The Stratton Story) de Sam Wood : Le chef du restaurant
- 1949 : Le Bagarreur du Kentucky (The Fighting Kentuckian) de George Waggner : Un soldat français
- 1950 : La Rue de traverse (Paid in Full) de William Dieterle : Le chef au barbecue
- 1950 : La Scandaleuse Ingénue (The Pretty Girl) d'Henry Levin : Un serveur
- 1951 : La Belle du Montana (Belle Le Grand) d'Allan Dwan : Gambarelli
- 1951 : The Fat Man de William Castle
- 1952 : L'Ivresse et l'Amour (Something to Live For) de George Stevens : Le premier noctambule
- 1952 : Aveux spontanés (Assignment - Paris!) de Robert Parrish
- 1954 : La Grande Nuit de Casanova (Casanova's Big Night) de Norman Z. McLeod : Un ambassadeur
- 1954 : La Fontaine des amours (Three Coins in the Fountain) de Jean Negulesco : Le majordome de la princesse